# Christian Löber (Schauspieler)
Christian Löber (* 13. April 1983 in Wolfhagen) ist ein deutscher Schauspieler.

## Leben
Christian Löber wuchs in der Nähe von Kassel auf. 1999 bis 2003 machte er einer Ausbildung zum Industriemechaniker und arbeitete anschließend in der Autoindustrie. Es folgten das Fachabitur und von 2004 bis 2008 ein Maschinenbaustudium an der Universität Kassel, das er als Dipl.-Ing. abschloss. Danach studierte er bis 2012 an der Hochschule für Schauspielkunst „Ernst Busch“ Berlin. Während des Studiums war er am Deutschen Theater, am Hans Otto Theater Potsdam und am Berliner Ensemble, hier als „Jack the Ripper“ in „Lulu“ (Regie: Robert Wilson) zu sehen. 2011 erhielt er mit dem Ensemble der bat-Studiotheater-Produktion „Helden“ (Regie: Roscha A. Säidow) den Vontobel-Preis beim 22. Theatertreffen deutschsprachiger Schauspielschulen sowie für seinen „Leonce“ in „Leonce und Lena“ (Regie: Alexander Lang) den „Outstanding Acting Award“ beim GATS (The Global Alliance of Theatre Schools) in Peking.
Seit 2012 ist Christian Löber Ensemblemitglied an den Münchner Kammerspielen. An der angegliederten Schauspielschule ist er seit 2015 als Lehrbeauftragter tätig. An den Kammerspielen arbeitete er mit Johan Simons, Ivo van Hove, Stephan Kimmig, Martin Kušej, Sebastian Nübling, Stefan Pucher, Simon Stone, Nicolas Stemann, Toshiki Okada, She She Pop, Susanne Kennedy, Jan Bosse, Falk Richter und Jan-Christoph Gockel. Mit Susanne Kennedy arbeitet er kontinuierlich zusammen, die beiden Inszenierungen „Fegefeuer in Ingolstadt“ (Rolle: Roelle) und „Warum läuft Herr R. Amok?“ wurden 2014 und 2015 zum Theatertreffen nach Berlin eingeladen. Auch an der Volksbühne Berlin war er in Arbeiten von Kennedy zu sehen. Des Weiteren erhielt Christian Löber 2015 den Förderpreis des Vereins zur Förderung der Münchner Kammerspiele. In „Trommeln in der Nacht“ (Regie: Christopher Rüping) war er als Kriegsheimkehrer „Andres Kragler“ zu sehen, 2018 wurde die Inszenierung zum Theatertreffen nach Berlin eingeladen und Gastspiele in Taipeh, Peking und St. Petersburg folgten. 2018 spielte er die Titelrolle „Macbeth“ in der gleichnamigen Inszenierung des Regisseurs Amir Reza Koohestani. In der Zeit seines Engagements wurden die Münchner Kammerspiele 2013, 2019 und 2020 bei der jährlichen Kritiker-Umfrage von Theater heute zum „Theater des Jahres“ gewählt.
Für verschiedene Film- und Fernsehproduktion steht er vor der Kamera, wirkt ebenso als Sprecher in Hörspielen. So gewann er 2016 den Deutschen Hörspielpreis für die beste schauspielerische Leistung in der WDR-Produktion „Draußen unter freiem Himmel“.

## Theater (Auswahl)
Engagement an den Münchner Kammerspielen:
- 2025: Was ihr wollt eine Komödie von William Shakespeare (Viola) – Regie: Lies Pauwels[3]
- 2024:  Amerika / Der Verschollene nach dem Romanfragment von Franz Kafka – Regie: Charlotte Sprenger
- 2024: Very Rich Angels ein Musical mit Liedern & Stücktext von Madame Nielsen (Bill Gates) – Regie: Christian Lollike
- 2024: In Ordnung ein Tanzstück – Regie & Choreografie: Doris Uhlich
- 2023: Liebe (Amour) nach dem Film von Michael Haneke – Regie: Karin Henkel
- 2022: L7L – Die Sieben Irren nach dem Roman von Roberto Arlt – Regie: Alejandro Tantanian
- 2022: La Mer Sombre mit Texten und Gedanken von Claude Cahun – Regie: Pinar Karabulut
- 2022: Heilige Schrift I nach dem Tagebuch von Wolfram Lotz – Regie: Falk Richter
- 2021: Eure Paläste sind leer (all we ever wanted) von Thomas Köck – Regie: Jan-Christoph Gockel
- 2021: Effingers nach dem Roman von Gabriele Tergit (Paul Effinger) – Regie: Jan Bosse
- 2021: Who Cares – Können Roboter pflegen? von Gesine Schmidt – Regie: Christoph Frick
- 2020: Touch – Text und Regie: Falk Richter, Choreographie und Regie: Anouk van Dijk
- 2020: Opening Ceremony – Text und Regie: Toshiki Okada
- 2020: Im Dickicht der Städte nach Bertolt Brecht (Marie) – Regie: Christopher Rüping
- 2019: König Lear von Thomas Melle nach William Shakespeare (Major Tom / Edgar) – Regie: Stefan Pucher
- 2019: Nirvanas Last nach dem letzten Konzert der Grunge-Band – Regie: Damian Rebgetz
- 2019: Drei Schwestern nach Anton Pawlowitsch Tschechow – Regie: Susanne Kennedy
- 2019: Doktor Alici von Olga Bach nach Professor Bernhardi von Arthur Schnitzler (Albert Schwarz, Joseph Fuchs) – Regie: Ersan Mondtag
- 2018: Macbeth nach William Shakespeare (Macbeth) – Regie: Amir Reza Koohestani
- 2018: No Sex (Anthurium) – Text und Regie: Toshiki Okada
- 2017: Trommeln in der Nacht von und nach Bertolt Brecht (Andreas Kragler) – Regie: Christopher Rüping
- 2017: Die Selbstmord-Schwestern nach dem Roman von Jeffrey Eugenides – Regie: Susanne Kennedy
- 2017: Der Kirschgarten von Anton Pawlowitsch Tschechow (Jepichodow) – Regie: Nicolas Stemann
- 2017: Nachts, als die Sonne für mich schien (Vater) – Text und Regie: Uisenma Borchu
- 2016: 8 1/2 Millionen nach dem Roman von Tom McCarthy – Regie: Alexander Giesche
- 2016: Hot Pepper, Air Conditioner And The Farewell Speech – Text und Regie: Toshiki Okada
- 2016: 50 Grades Of Shame in Zusammenarbeit mit She She Pop
- 2015: Nichts von Euch auf Erden nach dem Roman von Reinhard Jirgel – Regie: Felix Rothenhäusler
- 2015: Rocco und seine Brüder nach dem Film von Luchino Visconti (Ciro) – Regie: Simon Stone
- 2015: Jagdszenen aus Niederbayern von Martin Sperr (Georg „Schorsch“, Knecht) – Regie: Martin Kušej
- 2014: Warum läuft Herr R. Amok? nach dem Film von Rainer Werner Fassbinder, Michael Fengler – Regie: Susanne Kennedy
- 2014: Amerika nach dem Roman von Franz Kafka (Karl Roßmann) – Regie: Julie Van den Berghe
- 2014: Totally Happy eine Koproduktion mit Paper Tiger Theater Studio Peking – Regie: Tian Gebing[4]
- 2013: The Rest Is Noise nach dem Roman von Alex Ross – Regie: Johan Simons
- 2013: Liliom von Ferenc Molnár (Wolf Beifeld) – Regie: Stephan Kimmig
- 2013: Seltsames Intermezzo von Eugene O’Neill (Gordon Evans) – Regie: Ivo van Hove
- 2012: Franziska von Frank Wedekind – Regie: Andreas Kriegenburg
- 2012: Fegefeuer in Ingolstadt von Marieluise Fleißer (Roelle) – Regie: Susanne Kennedy
- 2012: Orpheus steigt herab von Tennessee Williams (Onkel Pleasant) – Regie: Sebastian Nübling

Weitere Theater Engagements
- 2012: Das Spiel von Liebe und Zufall von Pierre Carlet de Marivaux (Dorante) – Regie: Jutta Hoffmann, Hans Otto Theater Potsdam
- 2011: Lulu von Frank Wedekind (Jack The Ripper) – Regie: Robert Wilson, Berliner Ensemble
- 2010: hamlet ist tot. keine schwerkraft von Ewald Palmetshofer (Oli) – Regie: Alexander Riemenschneider, Deutsches Theater
- 2010: helden von Ewald Palmetshofer (David) – Regie: Roscha A. Säidow, Berliner Arbeiter-Theater (bat)

Gastspiele & Theater Festivals:
- 2023: Liebe (Amour) nach dem Film von Michael Haneke – Regie: Karin Henkel, an den Salzburger Festspielen
- 2022: Eure Paläste sind leer (all we ever wanted) von Thomas Köck – Regie: Jan-Christoph Gockel, an den Autor:innentheatertage in Berlin[5]
- 2020: Drei Schwestern nach Anton Pawlowitsch Tschechow – Regie: Susanne Kennedy, am Teatre Lliure in Barcelona[6]
- 2018–2019: Trommeln in der Nacht von und nach Bertolt Brecht (Andreas Kragler) – Regie: Christopher Rüping, am Berliner Theatertreffen 2018[7], am Alexandrinski-Theater in St. Petersburg[8], am National Theater and Concert Hall in Taipei[9] und am Tianqiao Performing Arts Center (TPAC) in Peking[10]
- 2018–2019: Die Selbstmord-Schwestern nach dem Roman von Jeffrey Eugenides – Regie: Susanne Kennedy, an den Wiener Festwochen[11], am Teatro Palladium in Rom[12] und am Epidaurus Festival in Athen[13]
- 2015–2017: Warum läuft Herr R. Amok? nach dem Film von Rainer Werner Fassbinder, Michael Fengler – Regie: Susanne Kennedy, am Berliner Theatertreffen 2015[14], an der Schouwburg in Rotterdam[15], an dem Wrocławski Teatr Współczesny in Wrocław[16], und am MIT Festival in Sao Paulo[17]
- 2014: Fegefeuer in Ingolstadt von Marieluise Fleißer (Roelle) – Regie: Susanne Kennedy, am Berliner Theatertreffen 2014[18]
- 2013: Orpheus steigt herab von Tennessee Williams (Onkel Pleasant) – Regie: Sebastian Nübling, am Berliner Theatertreffen 2013[19]
- 2011: Teorema – Geometrie der Liebe von Pier Paolo Pasolini (Pietro) – Regie: Alexander Charim, an den KunstFestSpiele Herrenhausen
- 2011: Lulu von Frank Wedekind (Jack The Ripper) – Regie: Robert Wilson, am Théâtre de la Ville in Paris[20]

## Film und Fernsehen (Auswahl)
- 2024: Nuremberg (Franz) – Regie: James Vanderbilt, Kinofilm
- 2024: Lena Lorenz: Flaschenkind (Jonas Neumüller) – Regie: Karola Meeder, Fernsehreihe
- 2023: Planet Magnon nach dem Roman von Leif Randt (Duncan Labrea) – Regie: Luis August Krawen, Spielfilm
- 2020: Zum Tod meiner Mutter (Dr. Plath) – Regie: Jessica Krummacher, Kinofilm
- 2018: Am Cu Ce – Mein ganzer Stolz (Andree) – Regie: Hannah Weissenborn, Kurzfilm
- 2017: SOKO München Folge: Tod auf Samtpfoten (Nils Olafson) – Regie: Johanna Thalmann, Fernsehserie
- 2017: Beyond Words (Franz) – Regie: Urszula Antoniak, Kinofilm
- 2015: Was geht mich das an? Folge: Die Rote Armee Fraktion (Terrorist) – Regie: Ana Zirner, Fernsehen
- 2010: Ameisen gehen andere Wege (Lukas) – Regie: Catharina Deus, Spielfilm

## Hörspiele (Auswahl)
- 2023: Wie viele Tage hat das Leben? von Gesche Piening – Regie: Gesche Piening, Produktion: BR
- 2021: Trümmerliteratur – Schreiben in der Nachkriegszeit von Brigitte Kohn – Regie: Brigitte Kohn, Produktion: BR
- 2017: Auch Deutsche unter den Opfern von Tuğsal Moğul – Regie: Ralf Haarmann, Produktion: WDR
- 2015: Draußen unter freiem Himmel – Manifest 49 von Michaela Falkner (Ivan) – Regie: Hannah Georgi, Produktion: WDR
- 2014: räuber.schuldengenital von Ewald Palmetshofer (Franz) – Regie: Hannah Georgi, Produktion: WDR

## Auszeichnungen
- 2016: Deutscher Hörspielpreis der ARD - Beste schauspielerische Leistung für die Rollen von Ivan in Draußen unter freiem Himmel – Manifest 49 von Michaela Falkner[21]
- 2015: Förderpreis des Vereins zur Förderung der Münchner Kammerspiele
- 2011: Vontobel-Preis für das Ensemble von helden (Ewald Palmetshofer) der Hochschule für Schauspielkunst „Ernst Busch“ Berlin[22]